# Balíčkovač objektů
Takzvaný Balíčkovač objektů byl program operačních systémů Microsoft Windows, který byl přidán ve Windows 3. Program sloužil k balíčkování příkazů do OLE paketů.

## Přehled
Program byl přidán do Windows 3.0 pod anglickým názvem Object Packager. Program se skládal z primitivního uživatelského rozhraní, kde uživatel mohl uvést nějaký příkaz (stejný jako například do příkazového řádku), včetně parametrů. Následně mohl uživatel vybrat libovolnou ikonu. Vzniklý balíček pak mohl uživatel kopírovat a vložit do souboru v programu podporujícím balíčky OLE, například WordPad. Když pak v takovém souboru uživatel na balíček poklepal, spustil se vložený příkaz. Takovým způsobem bylo možné do textových dokumentů vkládat odkazy na jiné programy.
Celý nápad měl však jednu bezpečnostní vadu – uživatel na první pohled nemohl vědět, co za příkaz OLE balíček obsahuje. Pokud například útočník chtěl poškodit systém nebo soubory uživatele, mohl mu poslat textový dokument s vnořeným OLE balíčkem, který obsahoval škodlivý příkaz. Neopatrný uživatel pak nevědomě mohl takový příkaz spustit.
Program byl skrytý v systémových souborech Windows i v dalších verzích, odstraněn z nich byl nejspíše při vydání Windows XP. Novější verze již tento program neobsahují.